# バイオロック
バイオロック（英: Biorock . seament,seacreteとも形容される）は、海水中のイオンを電気的に析出させることで人工的に岩石を形成させる技術でありBiorock社によって使用される商標名である。

## 概要
バイオロック技術は電着技術の発明者Wolf Hilbertz博士及びGlobal Coral Reef Alliance（地球珊瑚礁友の会）会長のTom Goreau博士がこの技術を開発し、1979年に特許を取得した。
水中の電極に電流を流すことによって機能する。 電流が流れる限り、構造体はほぼ無制限に成長を続ける。バイオロックは漁礁としての役割を果たすほか電流が流れることでサンゴの付着、成長促進も期待されている。

## 仕組み
電着技術をサンゴの増殖に応用したもの。鉄筋の構造物を陰極とし、近くに置いた陽極との間に直流低圧電流を流す。すると電気分解により海水中のカルシウムイオンやマグネシウムイオンが炭酸カルシウムなどとなり析出、コンクリート上の構造物が出現する。
陽極には腐食に強いチタンなど耐久性電極が用いられ、析出物の組成は通電電流、電圧及び海水の組成、温度によって変動する。また炭酸カルシウムと水酸化マグネシウムの比率が50%程度の電着物はコンクリート以上の強度を持つ。通電は陰極防食法の外部電源方式と同じ効果を持ち、海水中であっても鉄はほとんど腐食しない。
構造物が発する微弱な電界は、カキやタコなどの生物が吸い寄せ、移植されたサンゴは通常の3～5倍の速さで成長するようだが理由はよくわかっておらず、また成長の促進に関する科学的データは乏しい。

## 歴史

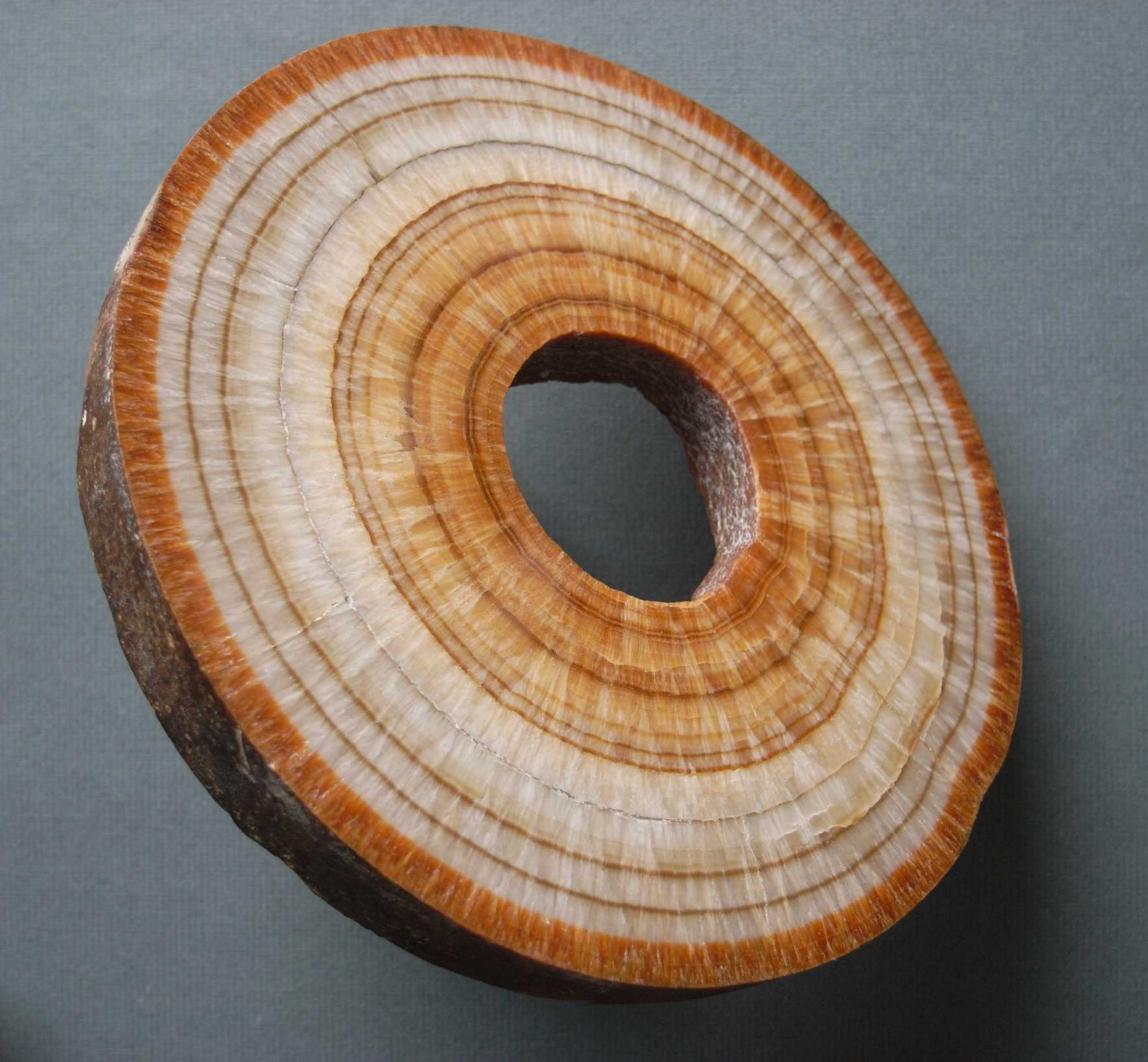
チューブ内のアラゴナイト

## 参考
- ヒルベルツ、WH、海洋建築：代替、で：アーチ。科学1976年改訂
- ヒルベルツ、WH、鉱物付着技術： D。フレッチャーとC.クラウスによる建築と水産養殖への応用、産業フォーラム、1977年
- Hilbertz、WH、 Building Environments That Grow 、in：The Futurist（June 1977）：148-49
- Hilbertz、WH et al。、 Electrodeposition of Minerals in Sea Water：Experiments and Applications 、in：IEEE Journal on Oceanic Engineering、Vol。 OE-4、No。3、pp。 94–113、1979
- Ortega、Alvaro、基本技術：避難所の鉱物の付着。建築の源泉としての海水、 MIMAR 32：開発中の建築、 No。32、pp。 60–63、1989
- ヒルベルツ、WH、地球温暖化を緩和するための海水からの太陽光発電建設資材、建築研究と情報、第19巻、1991年7月第4号、242〜255ページ
- ヒルベルツ、WH、炭素の吸収源としての海水からの太陽光発電建築材料、Ambio 1992
- Balbosa、Enrique Amat、 Revista Arquitectura y Urbanismo 、Vol。 15、いいえ。 243、1994
- Goreau、TJ + Hilbertz、WH + Evans、S。+ Goreau、P。+ Gutzeit、F。+ Despaigne、C。+ Henderson、C。+ Mekie、C。+ Obrist、R。+ Kubitza、H.、 Saya deマルハ遠征、2002年3月、101ページ、Sun＆ Seae 。 V.ハンブルク、ドイツ、2002年8月
- Cervino、JM + Hayes、RL + Honovich、M。+ Goreau、TJ + Jones、S。+ Rubec、PJ、シアン化物に曝露された造礁サンゴおよびイソギンチャクの褐虫藻密度、形態、および有糸分裂指数の変化、In：Marine Pollution Bulletin 46、573–586、2003年5月
- Goreau、TJ + Hilbertz、WH、 Marine Ecosystem Restoration：Costs and Advantages for Coral Reefs、in：World Resource ReviewVol。 17、No。3、pp。 375〜409、2005
- R. Vaccarella + TJ Goreau、 Applicazione della elettrodeposizione nel recupero die mattes di Posidonia oceanica 、in：Posidonia Oceanica、pp。 93–105、Protezione ripopolazione di praterie ed utilazzione dei residui in agricoltora、Editoriale a Cura della Provincia di Bari、Servizio Politiche Comunitarie、Assessorato Risorse del Mare、Bari、Italy、2008
- Goreau、TJ + Hilbertz、WH、インドネシア、パナマ、パラオでのボトムアップのコミュニティベースのサンゴ礁と漁業の回復、 2008年8月
- Goreau、TJ + Hilbertz、WH、漁業管理ツールとしてのサンゴ礁修復、In：Thomas J. Goreau、Raymond L. Hayes、（2008）、Fisheries and Aquaculture、[Ed。 Patrick Safran]、Encyclopedia of Life Support Systems（EOLSS）、ユネスコの後援の下で開発、Eolss Publishers、オックスフォード、イギリス、2008年
- Strömberg、Susanna M. +Lundälv、Tomas + Goreau、TJ、冷水サンゴ礁のリハビリテーション方法としてのミネラル付着の適合性、Journal of Experimental Marine Biology and Ecology、no。 395、pp。 153–161、2010
- ウェルズ、ルーシー+ペレス、フェルナンド+ヒバート、マーロン+クレルボー、リュック+ジョンソン、ジョディ+ゴロー、TJ、グランドターク、タークス・カイコス諸島のバイオロックサンゴ礁修復プロジェクトに対する深刻なハリケーンの影響、環境沿岸資源局（ DECR）、グランドターク、タークス・カイコス諸島、2010年12月7日
- ゴロー、TJ、サンゴ礁とコーラルトライアングルの漁業生息地の回復 ：持続可能なサンゴ礁管理の秘訣、コーラルトライアングル地域に関するサンゴ礁管理シンポジウムの議事録、pp。 244–253、コーラルリーフリハビリテーションおよび管理プログラムフェーズII、ジャカルタセラタン、インドネシア、2010年
- ベネデッティA、ブラマンティL、ツォニスG、ファイマリM、パヴァネッロG、ロッシS、ギリJM、サンタンジェロG.2011。高価値のサンゴの修復に陰極分極基板を適用する。生物付着27（7）：799-809。